# Nowe Słowo (dziennik)
Nowe Słowo – litewska gazeta wydawana w języku polskim w Wilnie w 1940 roku pod redakcją K. Umbražiunasa.
Po agresji ZSRR na Polskę 17 września 1939 r. i następnie przekazaniu Litwie Wileńszczyzny okupacyjne władze litewskie wydały cztery jednodniówki (28–31 października 1939 r.) o charakterze propagandowym. Antylitewskie wystąpienia z 31 października – 2 listopada spowodowały jednak ustępstwa władz okupacyjnych, w ramach których zezwolono na wydawanie prasy polskiej. W ramach tych ustępstw zaczęto wydawać piłsudczykowski Kurier Wileński i antysanacyjną Gazetę Codzienną.
Nowe Słowo zaczął wydawać 14 stycznia 1940 r. J. Kapočius jako litewski dziennik w języku polskim i zgodnie z litewską polityką kierowano go do polskojęzycznych Litwinów, którzy zapomnieli lub nie opanowali języka litewskiego z powodu tzw. polskiej okupacji. Gazeta prezentowała linię polityczną w pełni zgodną z polityką władz litewskich i popierała przymusową lituanizację Wileńszczyzny. Ze względu na demonstracyjne poparcie dla polityki litewskiej oraz pomijanie tematów istotnych dla ludności polskiej, gazeta nie znalazła dużego grona odbiorców.
Gazeta zawierała tygodniowy dodatek dla wsi Nowe Słowo Rolnicze.
Nowe Słowo wychodziło do rozpoczęcia okupacji krajów bałtyckich.